# Gamma d'Andròmeda
Gamma d'Andròmeda (γ Andromedae) és la quarta estrella múltiple a la constel·lació d'Andròmeda. És coneguda també amb el nom d'Almach (escrit a vegades Almaach, Almaack, Almak, i Alamak). En xinès és coneguda com a 天大將軍一('la primera estrella del Gran General del Cel').
Amb un telescopi petit, γ Andromedae pot ser resolta com una estrella doble, i es diu que és una vista molt interessant i bella per als astrònoms aficionats. L'estrella principal (γ¹) és de la magnitud +2,13 de color taronja. És una gegant brillant del tipus espectral K3 Iib). La companya (γ²) té una magnitud de +4,84 i està a 9,6 segons d'arc amb un angle de posició de 63 graus.
De manera sorprenent, γ² també pot ser resolta com una estrella doble amb telescopis més grans. Els seus dos components són nanes de la seqüència principal del tipus B8 (magnitud +5,1), i una nana A0 (de la magnitud +6,3). Tenen un període orbital de 61 anys. La més brillant és també una binària espectroscòpica, amb un període orbital de 2,67 dies. Per tant, γ² és una estrella triple.

## Localització
La localització de l'estrella es mostra en aquesta il·lustració de la constel·lació d'Andròmeda:

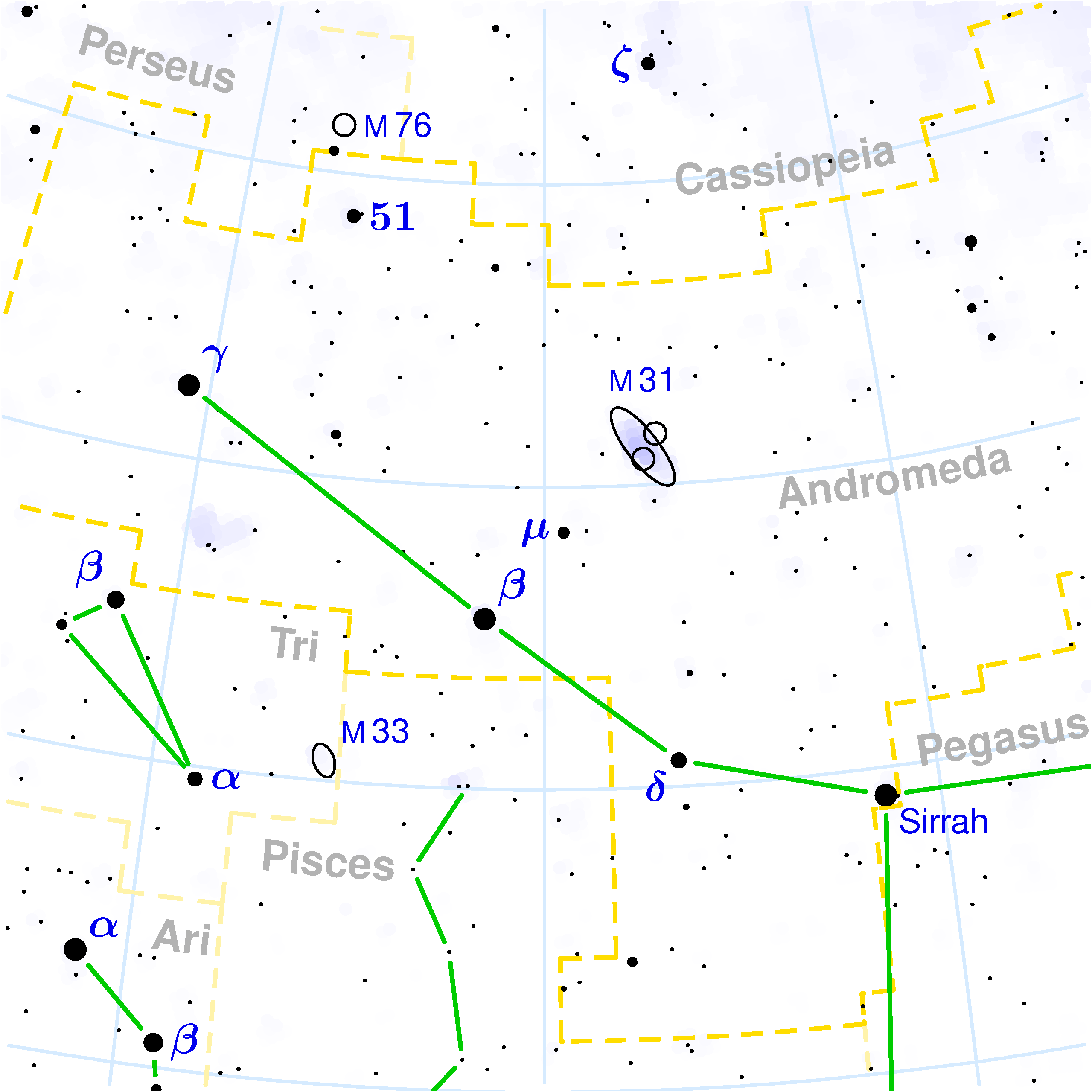
Constel·lació d'Andròmeda